# 川口神泉
川口神泉は、奈良一刀彫師である。初代の神泉で、二代目神泉は高橋勇二。

## 経歴・人物
- 1949年に、吉岡清の門人となる。
- 1952年から1955年まで6年間[疑問点 – ノート]京都市美術展に連続入選をした。
- 1956年からは奈良市に居住し、一刀彫彫刻に研鑽した。
- 1962年には泉鶴寿斎に師事し能彫刻を研鑽した。
- その後[いつ?]、奈良県新作工芸展に出品し、奈良市長賞、奈良県知事賞、工芸協会賞等を受賞した。

| スタブアイコン | サブスタブ | この項目は、まだ閲覧者の調べものの参照としては役立たない、人物に関連した書きかけの項目です。この項目を加筆・訂正などしてくださる協力者を求めています（P:人物伝/PJ:人物伝）。 |